# Festival de Venècia de la Música Contemporània
El Festival de Venècia de la Música Contemporània (en italià, Festival Internazionale di Musica Contemporanea della Biennale di Venezia) és un festival creat l'any 1930, com un adjunt a la Biennale de Venècia. Va començar sent biennal, però a partir del 1937 passà a ser anual.
Algunes obres de Prokofiev i de Stravinsky van ser premiades al festival. Alguns dels compositors premiats durant el primer any van ser William Walton, Manuel de Falla, Zoltán Kodály, Ernest Bloch, Ferruccio Busoni, Arthur Honegger i Paul Hindemith. Excloent les interrupcions per la Segona Guerra Mundial, el festival ha mantingut la seva continuïtat fins al present.